# Quadrangle d'Atalanta Planitia
Le quadrangle d'Atalanta Planitia  (littéralement : quadrangle de la plaine d'Atalante), aussi identifié par le code USGS V-4, est une région cartographique en quadrangle sur Vénus. Elle est définie par des latitudes comprises entre 50° et 75° N et des longitudes comprises entre 120° et 180° E,. Il tire son nom de la plaine d'Atalante.